# Exécution en effigie

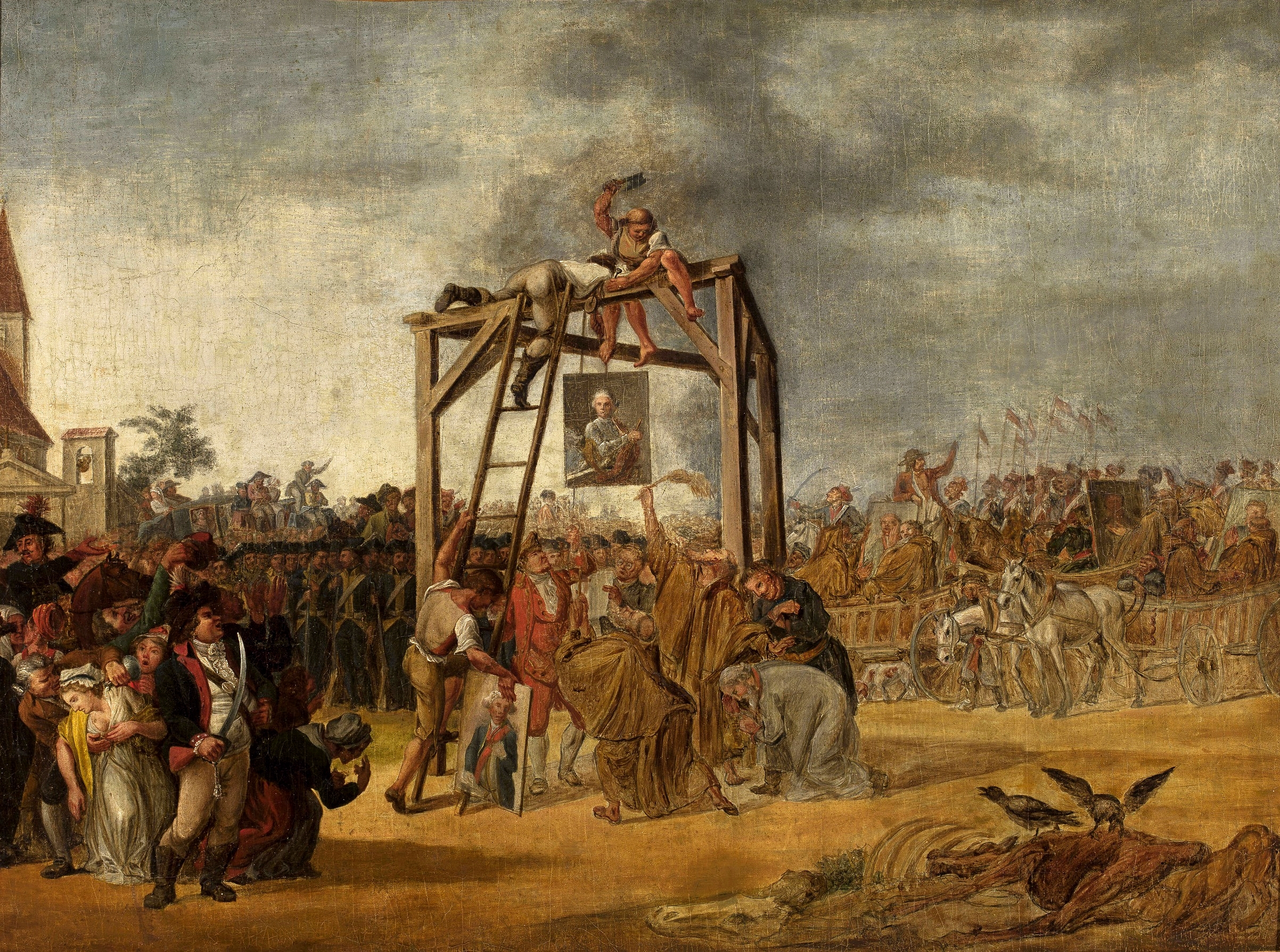
Pendaison de traîtres en effigie par Jean-Pierre Norblin de La Gourdaine, 1794.

 (avril 2014).
Si vous disposez d'ouvrages ou d'articles de référence ou si vous connaissez des sites web de qualité traitant du thème abordé ici, merci de compléter l'article en donnant les références utiles à sa vérifiabilité et en les liant à la section « Notes et références ».
L'exécution en effigie (de l’expression latine in effigie, qui signifie « en portrait ») est l'application d'une peine physique à une représentation ou substitut du condamné faute de pouvoir la lui infliger de manière habituelle. Un mannequin peut être ainsi pendu dans les mêmes conditions que le condamné absent, jugé en contumace.

## Forme métaphorique de la peine capitale
De la fin du Moyen Âge jusqu’au début des temps modernes, cette expression juridique a été utilisée, dans le cadre de ce que l’on appelle « par contumace », lorsque la prise de corps d’un contrevenant était rendu impossible, soit parce qu’il avait réussi à prendre la fuite et à trouver refuge dans un pays où il n’existait pas de traités d’extradition avec le pays où le crime avait été commis, soit qu’il était mort avant que sa sentence puisse être exécutée. On procédait alors symboliquement, à la place, à l’exécution de cette sentence sur son portrait. La pendaison ou le brulement en effigie du criminel absent, constituait une exécution fictive du jugement, au cours de laquelle le portrait du criminel absent était publiquement décapité, brulé ou pendu au gibet.

## Configuration
Les exécutions en effigie eurent lieu jusqu’au début du XIXe siècle. Aux XVIe et XVIIe siècles, on exécutait encore un mannequin de paille ou une image représentant la personne déclarée coupable, tandis qu’au XVIIIe siècle on se contentera d’inscrire le nom du délinquant sur un écriteau que le bourreau clouait à la potence. L’idée était qu’il existait un lien entre la personne réelle et sa représentation picturale, en raison de la popularité de la notion établissant une corrélation entre l’apparence et la représentation de l’âme : dégrader le premier dégradait également, par métaphore, la seconde. Ces exécutions symboliques pouvaient également être suivies de funérailles. 

## Usage

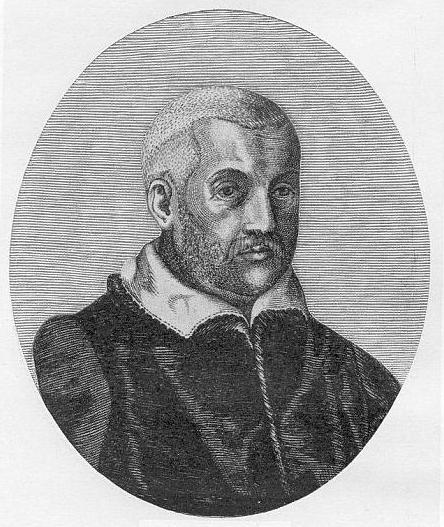
Marc-Antoine Muret, brulé en effigie comme hérétique et sodomite à Toulouse en 1553.

On avait recours à l’exécution en effigie dans les procédures ecclésiastiques, en particulier par l’Inquisition, contre les hérétiques dont elle n’avait pu s’emparer. Par exemple, Luther fut brulé en effigie à Rome en 1521. Cette méthode d’exécution peu efficace ne sauvait cependant pas toujours le condamné car si l’effigie de Michel Servet subit le même sort aux mains de l’Inquisition pour hérésie, les Protestants de Genève le brulèrent, cette fois en personne, avec son Christianismi restitutio, le 27 octobre 1553. L’exécution en effigie permettait d’oblitérer la mort : lorsque l’Inquisition accusa, en 1610, quarante habitants de Zugarramurdi de sorcellerie, on brula en effigie les personnes qui étaient mortes en prison en attente du procès. Marc Antoine Muret eut les honneurs de l’exécution en effigie à Toulouse en 1553 à la fois pour hérésie et sodomie, mais il termina tranquillement sa vie à Rome, où il était entretemps devenu prêtre, en 1585. 

Les exécutions en effigie permettaient de mitiger la sévérité des sanctions. Ainsi, les grands jours d'Auvergne, qui réprimèrent, du 28 septembre 1665 au 30 janvier 1666, les abus commis par une partie de la noblesse de cette province, prononça 347 condamnations à la peine capitale et n’en exécuta que 23, dont beaucoup en effigie. Le peu de mal qui résultait d’une exécution en effigie n’a pas échappé aux observateurs et a conséquemment été occasion d’humour. On a ainsi fait dire à l’imprimeur humaniste Henri Estienne, soi-disant condamné à être brulé avec ses livres en place de Grève en 1566 et se cachant alors dans les montagnes d’Auvergne : 

« Jamais je n’ai eu aussi froid que le jour où on me brula en place de Grève. »

 Pour plaisante que soit l’anecdote, tout ce qu’on dit de la fuite d’Estienne dans les montagnes de l’Auvergne est sans fondement. L’inconvénient bien réel d’une exécution en effigie était que tant que le contrevenant était sous le coup de cette sentence, il devait rester en exil, sauf à devoir subir en personne le supplice qu’il avait subi en effigie. Aux inconvénients de l’exil s’ajoutaient également ceux de la confiscation des biens, commune chez les condamnés à mort, voire à la démolition de leurs châteaux pour les nobles.

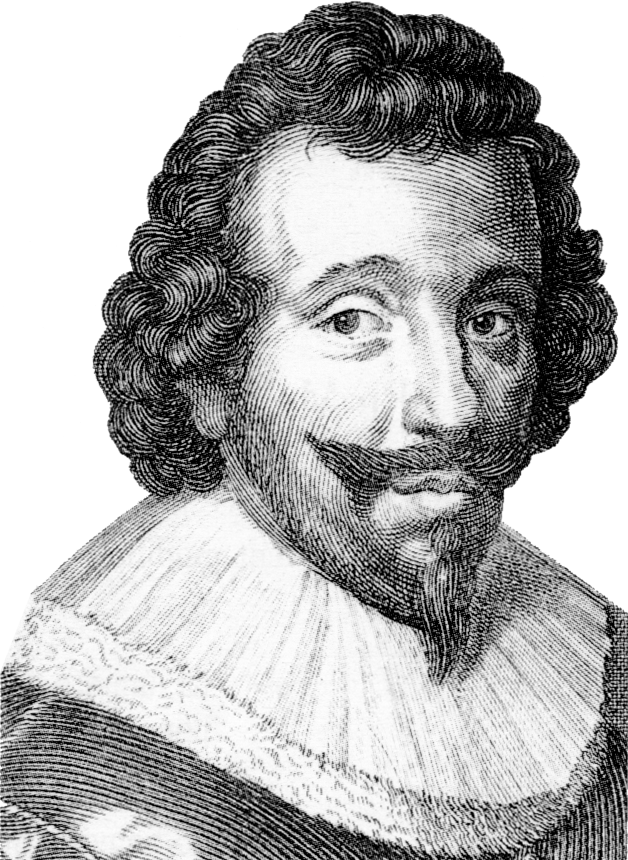
Théophile de Viau, brulé en effigie en 1623 pour publication de poèmes licencieux.

Le patriotisme, économique ou autre, pouvait donner lieu à des exécutions symboliques : pour avoir introduit en France, où il s’était installé en 1669, la technologie italienne (tour et moulins à soie du Piémont), l’artisan originaire de Bologne, Pierre Benay, fut pendu en effigie pour traitrise dans sa ville. Lorsqu'Emmanuel Maurice d'Elbeuf passa au service de l’empereur Joseph Ier, en 1706, Louis XIV mécontent lui fit un procès pour désertion et le fit pendre en effigie. Revenu en France en aout 1719, il fut réhabilité et rétabli dans ses possessions.
En Nouvelle-France on pratique aussi l'exécution en effigie.  Cinq soldats du fort Saint-Frédéric ayant fait désertion en canot vers Albany n'ont pu être rattrapés.  Dans leur procès par contumace, le procureur du roi au Conseil de guerre déclare que les soldats sont réputés avoir déserté dans les pays ennemis et condamnés par contumace à la pendaison ; la sentence du Conseil de guerre déclare les cinq soldats atteints et convaincus du crime de désertion, pour réparation de quoi ils sont condamnés à être pendus, étranglés, et exécutés par effigies sur la place d'armes.
Parmi les gloires de la littérature française à avoir eu les honneurs de l’exécution en effigie, on compte Théophile de Viau et le marquis de Sade, brûlé en effigie, place des Prêcheurs à Aix, en 1772 ; Le Petit n’aura pas eu leur chance. En 1780, Jean Chouan avait été exécuté en effigie, après avoir été condamné à mort par contumace pour meurtre. Le reste de sa vie montre qu’il ne parait pas en avoir tenu rigueur à l’Ancien Régime. À Genève, le précurseur des Lumières, Jacques-Barthélemy Micheli du Crest échappa à la décapitation en s’enfuyant en France en 1734. La sentence exécutée en effigie en 1735 ne l’empêcha pas de subir toutes les rigueurs de l’emprisonnement à son retour en Suisse.
L’insurrection de Kościuszko de 1794 fit des partisans de la confédération de Targowica, responsables de la seconde partition de la Pologne, des ennemis publics : les portraits de ceux qui ne pouvaient être capturés furent pendus à leur place. Ainsi, la Cour suprême prononça la confiscation des biens et la perte de tous les offices et les biens, une éternelle infamie et la peine de mort par pendaison du magnat Séverin Rzewuski, qui fut, en l’absence du contrevenant, exécutée en effigie le 29 septembre 1794. Le triomphe des Russes lui permit de revenir dans sa patrie. De même, à un demi-siècle de là, son implication active dans la Révolution hongroise de 1848 valut à Gyula Andrássy d’être condamné à mort par contumace et pendu en effigie le 21 septembre 1851, mais ne lui couta que cinq ans d’exil à Londres puis à Paris, jusqu’à l’amnistie de 1857, date à laquelle il put rentrer en Hongrie.

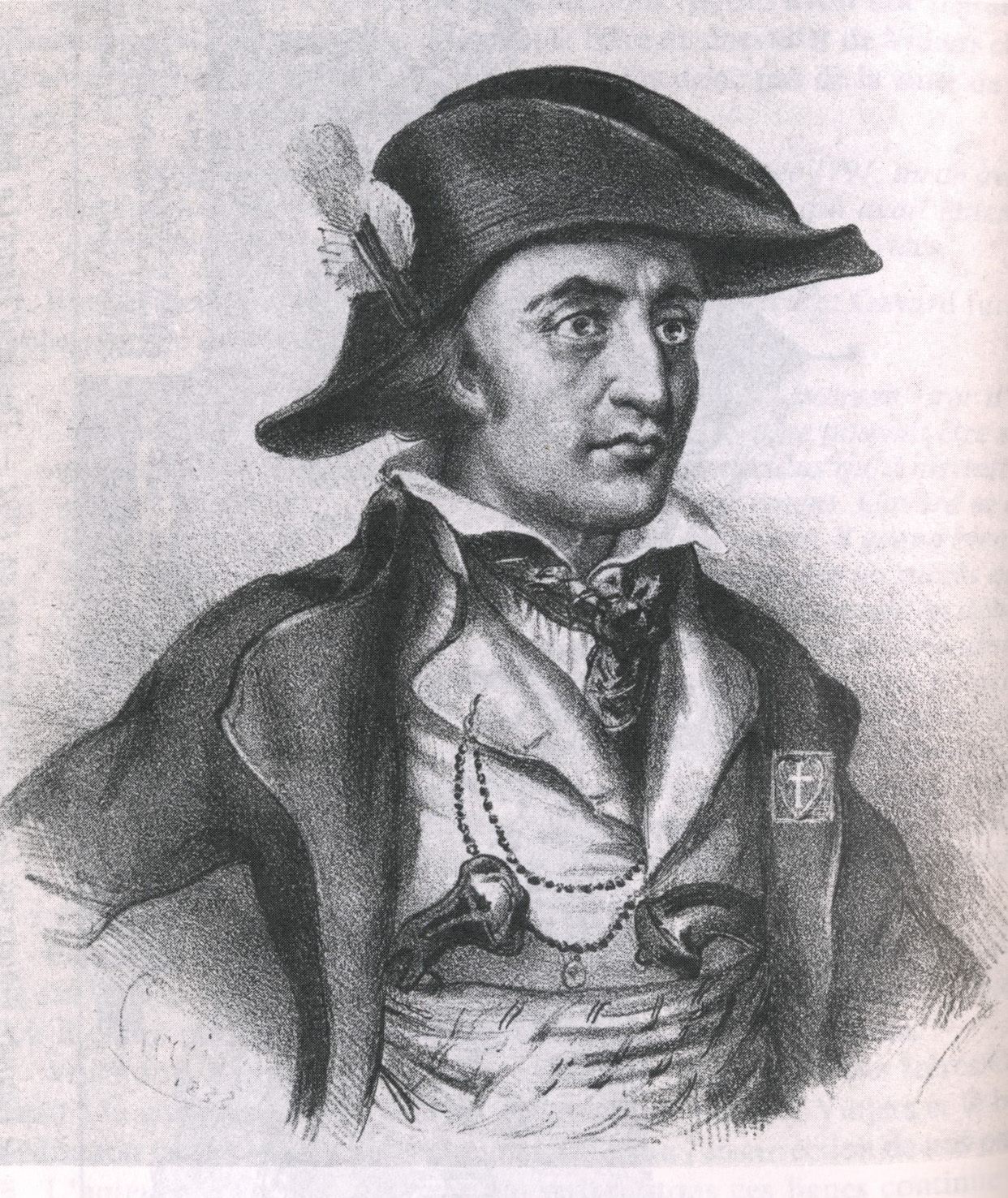
Jean Chouan, condamné à mort par contumace et exécuté en effigie pour meurtre avant la Révolution.

En France, l’exécution en effigie fut au nombre des pratiques d’Ancien Régime à être remises en honneur, lors de la Restauration. Ainsi, conséquemment à sa condamnation à mort par contumace, en 1815, pour s’être rallié à Napoléon lors des Cent-Jours, Frédéric François Guillaume de Vaudoncourt fut exécuté en effigie. Rentré en France en 1825, il mourut à Paris en 1845.
Curieusement, certaines exécutions en effigie paraissent avoir été suivies d’une mort tout aussi symbolique, car si la pendaison en effigie par l’Autriche-Hongrie à Budapest, le 22 septembre 1851, du révolutionnaire hongrois Lajos Kossuth qui avait proclamé l’indépendance de la Hongrie et la déchéance des Habsbourg, ne l’empêcha pas de vivre jusqu’en 1894, il n’en reste pas moins que l’entrée à son nom, dans les Archives Biographiques Allemandes, le donne pour mort en 1851.

## Rite
L’expression « en effigie » peut également être usitée en rapport avec d’autres utilisations d’une image symbolique d’une action sur une personne disparue. Ainsi, dans la Rome antique, lorsque le corps d’un serviteur défunt, d’un membre d’une corporation professionnelle, n’avait pas reçu d’enterrement convenable de la part de leur propriétaire alors qu’il avait laissé un testament en ce sens, un rite funéraire était organisé en effigie, non sur le cadavre, mais sur l’image du défunt. Il était également courant d’accomplir les funérailles de hautes personnalités en effigie pour gagner du temps en vue de la préparation et l’exécution de couteuses cérémonies d’enterrement. Un masque mortuaire était fréquemment utilisé pour la réalisation d’une partie du mannequin représentant le mort. 